# Dominika Parszewska
Dominika Parszewska (ur. 1989 w Szczecinie) – polska poetka. 
W 2024 roku zadebiutowała tomem poetyckim Kink-meme (WBPiCAK, Poznań), za który otrzymała nominacje do: Nagrody Literackiej m.st. Warszawy 2025 w kategorii Poezja, do Wrocławskiej Nagrody Poetyckiej Silesius 2025 w kategorii debiut roku oraz do Nagrody Poetyckiej im. Konstantego Ildefonsa Gałczyńskiego 2025. Tom ten zdobył również II miejsce w XXI Ogólnopolskim Konkursie Literackim im. Artura Fryza 2025 na najlepszy książkowy debiut poetycki 2024 roku. 